# Papyrius nitidus
Papyrius nitidus är en myrart som först beskrevs av Mayr 1862.  Papyrius nitidus ingår i släktet Papyrius och familjen myror.

## Underarter
Arten delas in i följande underarter:
- P. n. clitellarius
- P. n. nitidus
- P. n. oceanicus
- P. n. queenslandensis

## Bildgalleri

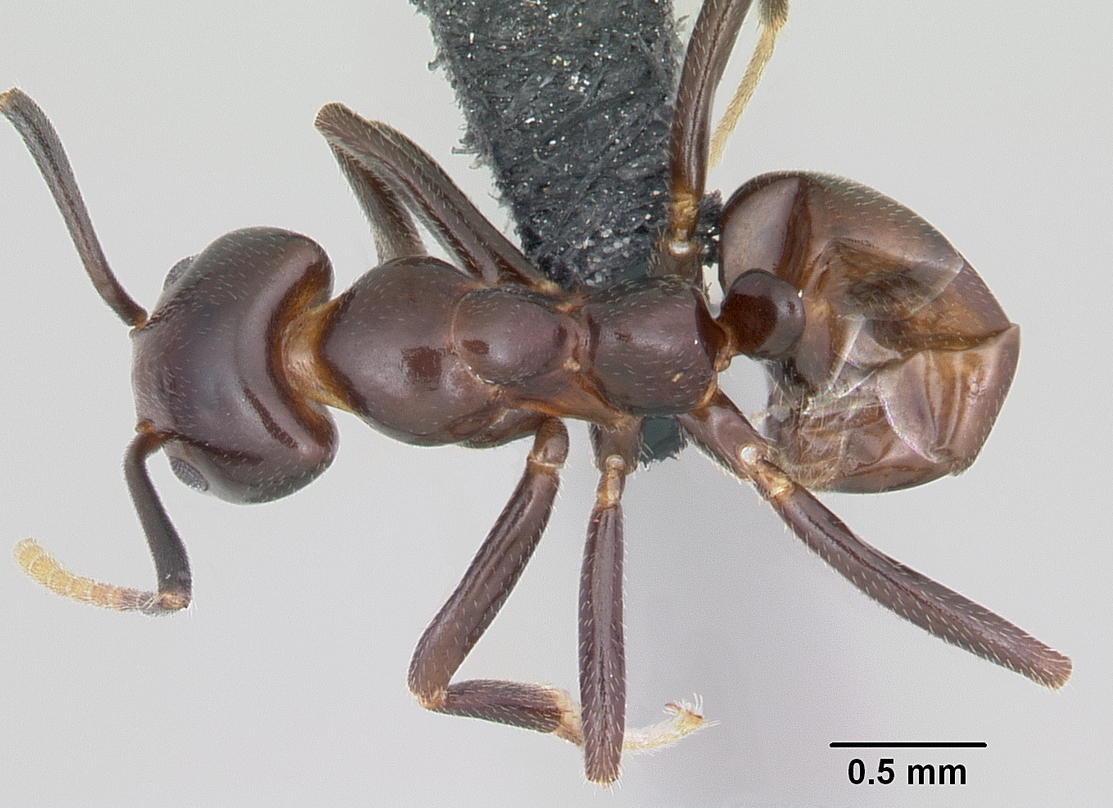
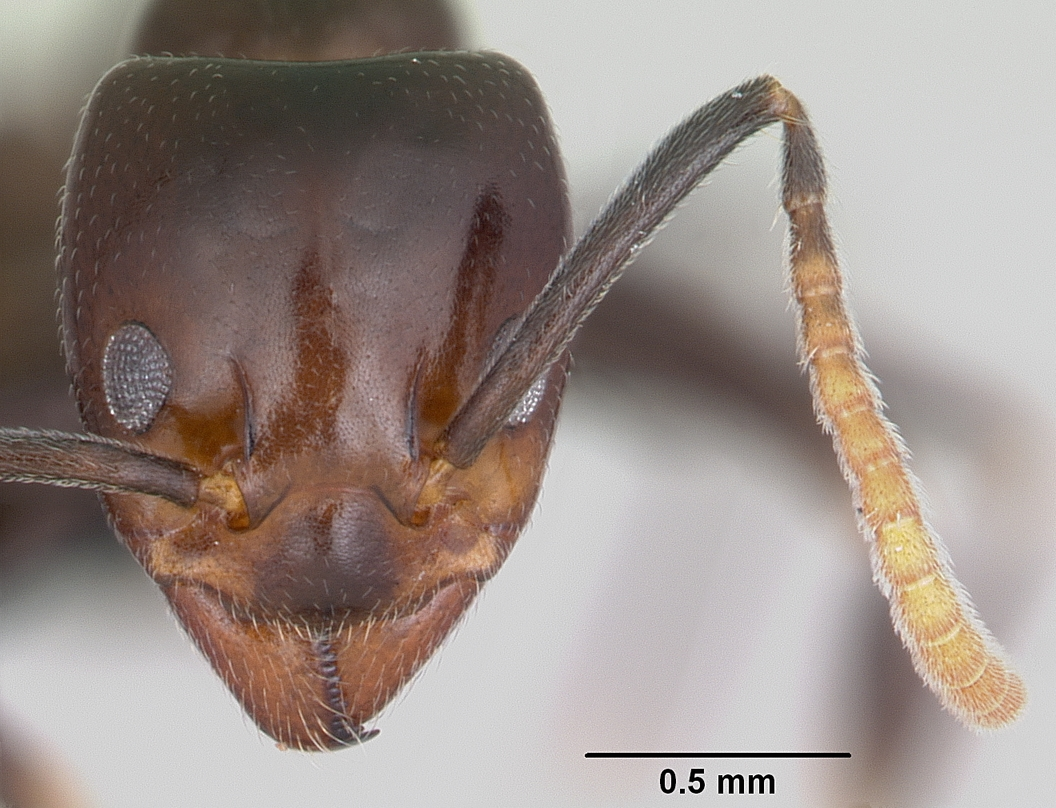
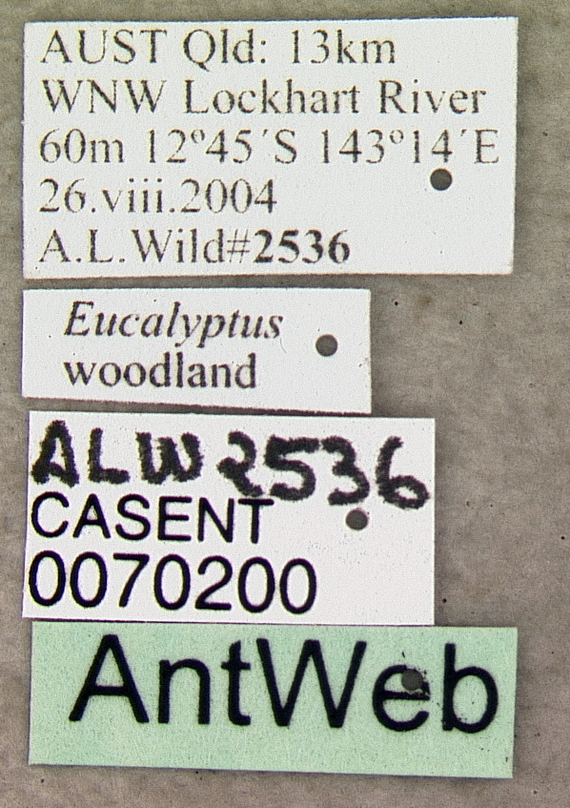
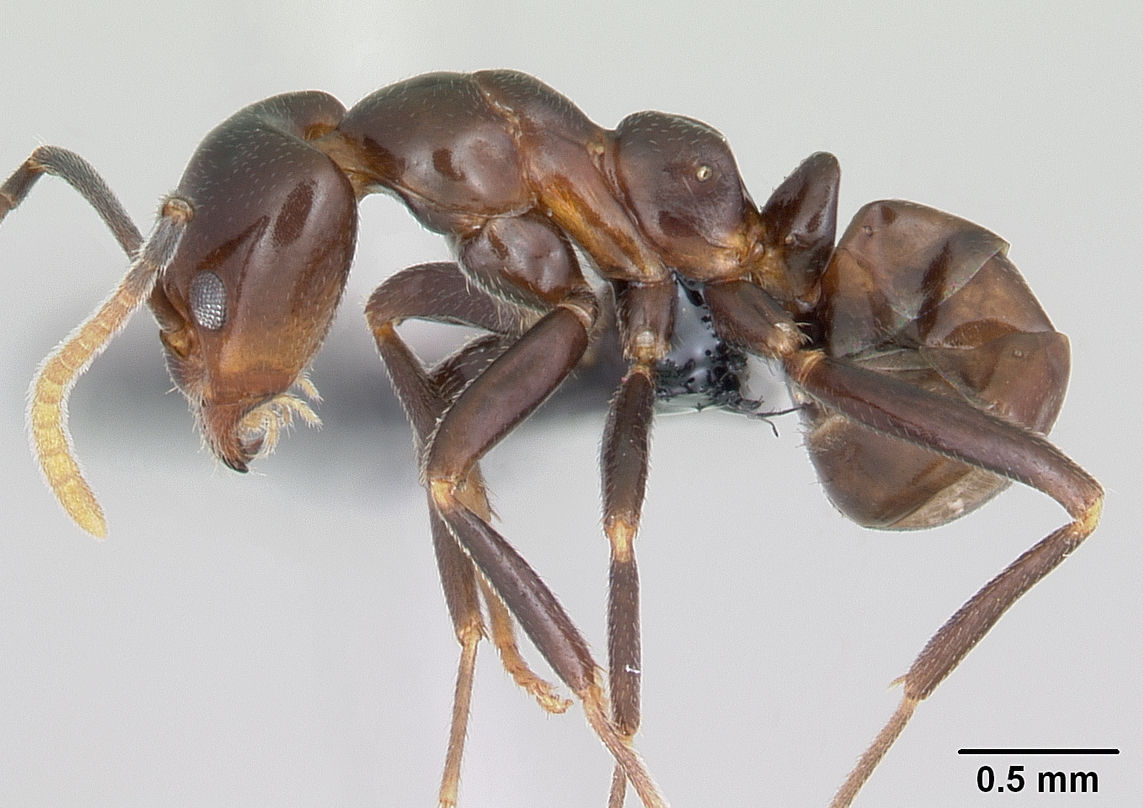
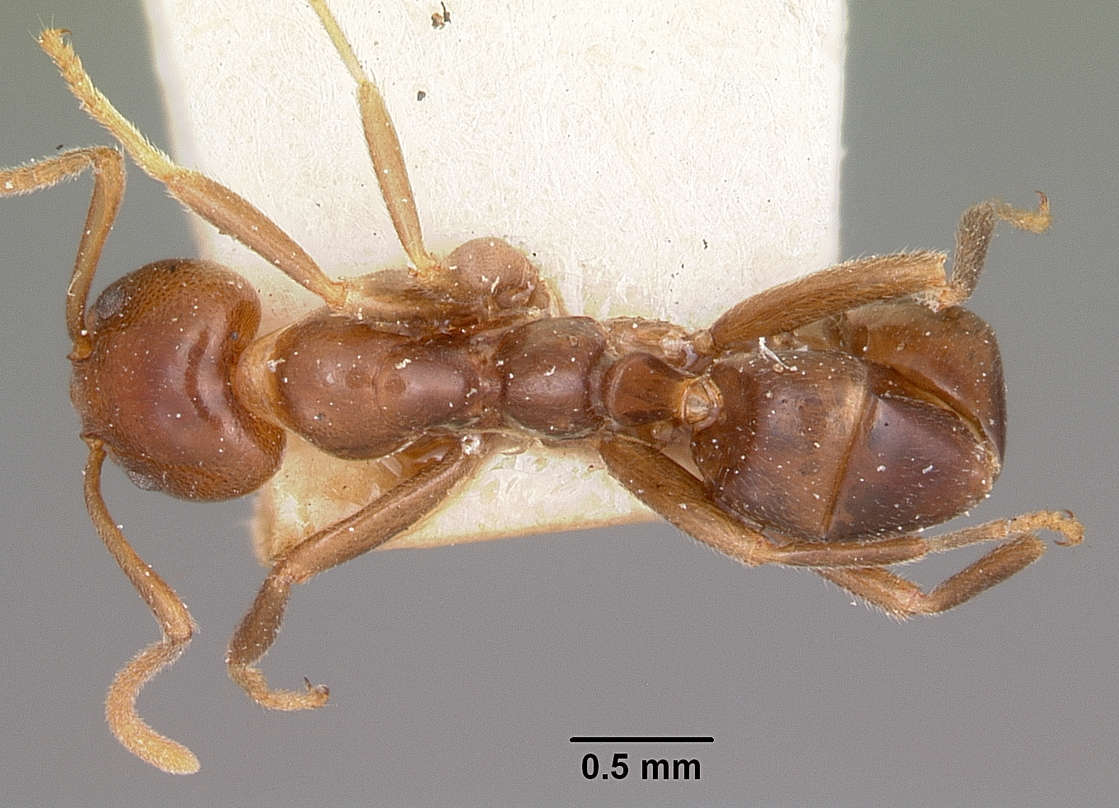
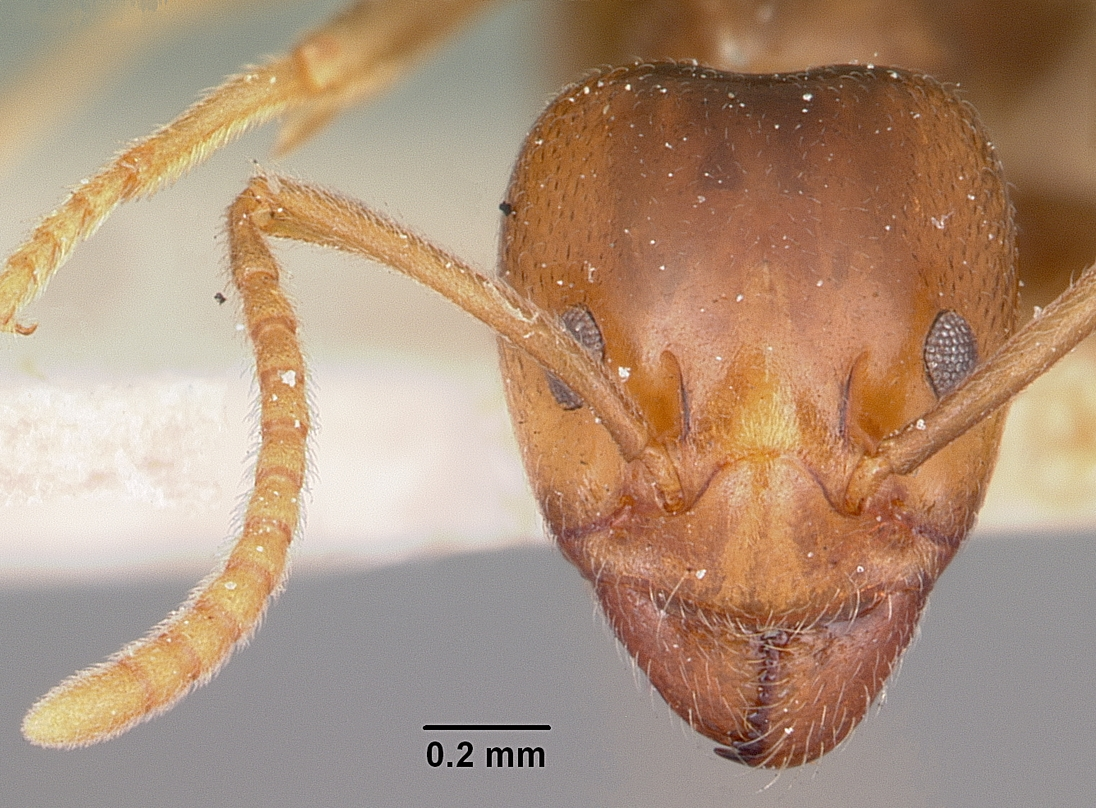